# Villagarcía de la Torre (kommunhuvudort)
Villagarcía de la Torre är en kommunhuvudort i Spanien.   Den ligger i provinsen Provincia de Badajoz och regionen Extremadura, i den sydvästra delen av landet, 300 km sydväst om huvudstaden Madrid. Villagarcía de la Torre ligger 582 meter över havet och antalet invånare är 1 011.
Terrängen runt Villagarcía de la Torre är platt. Runt Villagarcía de la Torre är det ganska glesbefolkat, med 32 invånare per kvadratkilometer. Närmaste större samhälle är Llerena, 9,4 km sydost om Villagarcía de la Torre. Trakten runt Villagarcía de la Torre består till största delen av jordbruksmark.